# Peugeot SE
Il Peugeot SE è un motore a scoppio prodotto dal 1929 al 1934 dalla Casa automobilistica francese Peugeot.

## Caratteristiche

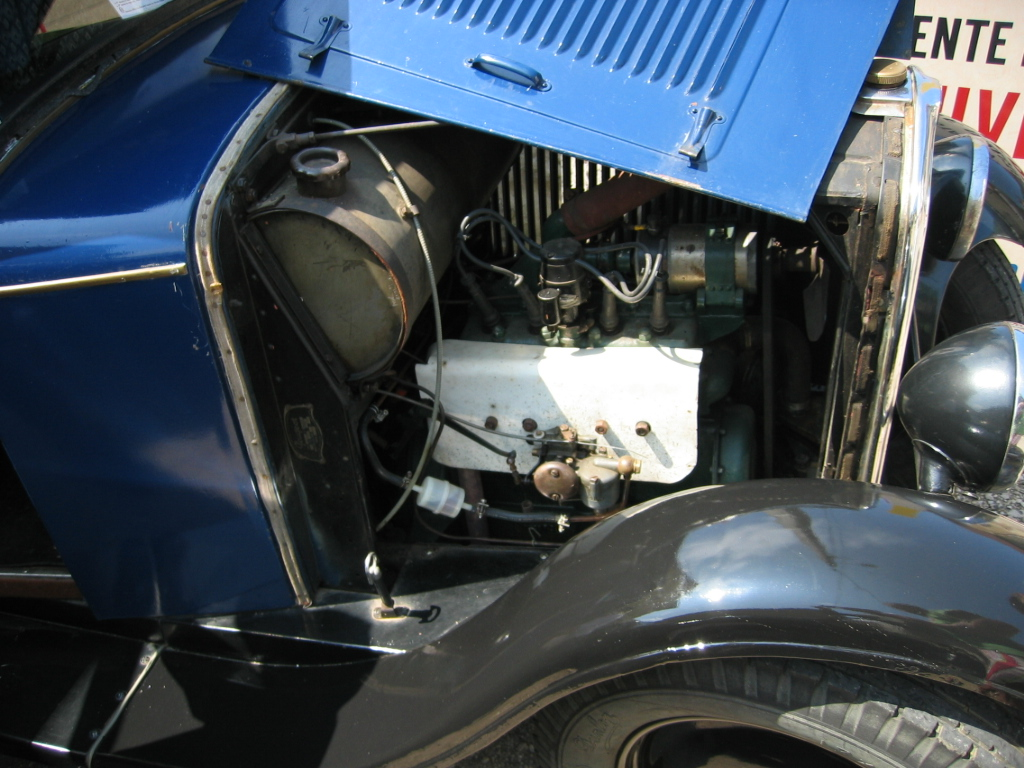
Vista di un motore SE

Il motore SE era un 4 cilindri in linea, con monoblocco e testata in ghisa. Si trattava di un motore di tipo sottoquadro, o a corsa lunga, dalle misure di alesaggio e corsa pari a 63x90 mm, per una cilindrata totale di 1122 cm³.

La distribuzione era ad asse a camme nel basamento con valvole laterali. L'alimentazione avveniva tramite un carburatore Solex 30FH.
Il rapporto di compressione era di 5.4:1. Con tali caratteristiche, il piccolo motore SE arrivava a erogare una potenza massima di 23 CV a 3500 giri/min.

Tale motore è stato montato sulle Peugeot 201 prodotte dal 1929 al 1934. Successivamente la vettura avrebbe montato motori da 1.3 e 1.5 litri.

Del motore SE è però esistita anche una variante più spinta, che arrivava a erogare 30 CV di potenza massima. Tale variante è stata costruita nel 1931 dalla Peugeot per essere concessa su licenza alla tedesca Audi che l'ha montata sulla sua Typ P, prodotta dal maggio all'ottobre 1931.
Di questo motore è esistita anche una variante di cilindrata leggermente ridotta, 1084 cm³, data dalla riduzione della corsa dei pistoni da 90 a 87 mm. Tale motore, siglato SE3, erogava anch'esso una potenza massima di 30 CV, a un regime di 4000 giri/min, ma in questo caso è stato montato su alcune varianti della 201 destinate in gran parte alle competizioni e denominate 201 S e 201 CS.